# Presbytis siamensis
Presbytis siamensis (Сурілі сіямський) — вид приматів з роду Presbytis родини мавпові.

## Опис
Довжина голови й тіла: 41-69 см. Довжина хвоста: 58-85 см. Вага: 6.7 кг. Шлунок ділиться на кілька камер, допомагаючи перетравлювати листя, якими тварина харчується. Хутро цих приматів на спині сірого або коричневого кольору, черево білого або світло-сірого. Особливістю є білуваті або світло-сірі задні ноги; кисті рук і ступні і хвіст чорнуваті. Обличчя характеризується яскравими бакенбардами і є яскраве кільце навколо очей. Це відносно невеликі, тонкі примати з довгими хвостами.

## Поширення
Країни проживання: Індонезія (Суматра); Малайзія; Таїланд. Є дуже мало інформації про проживання і екологію. Зустрічається в низовині мокрого лісу, болотах і вторинних лісах змішаних з гумовими садами.

## Стиль життя
Мало що відомо про спосіб життя. Отже, вони є денними, і зазвичай живуть на деревах, де вони пересуваються стрибками або повзають рачки. Живуть у гаремних групах. Ці примати є травоїдними, що в основному харчуються молодим листям і плодами.

## Загрози та охорона
Збезлісення і перетворення середовища існування є основними загрозами для цього виду, і меншою мірою полювання. Занесений в Додаток II СІТЕС. Імовірно зустрічається на низці охоронних територій.